# Александровка (Чаусский район)
Александро́вка (бел. Александро́ўка) — деревня в составе Радомльского сельсовета Чаусского района Могилёвской области Белоруссии. 

## География
Расположена в 19 км от города Чаусы, в 67 км от Могилёва, в 24 км от железнодорожной станции Чаусы. Население — 11 человек (на 1 января 2019 года).

## Население
| 1858 | 1897 | 1909 | 1940  | 1990 | 2007 | 2009 | 2019 |
| ---- | ---- | ---- | ----- | ---- | ---- | ---- | ---- |
| 116  | ▼ 56 | ▲ 73 | ▲ 209 | ▼ 59 | ▼17  | ▲ 26 | ▼ 11 |